# 아큐라
아큐라(일본어: アキュラ, 영어: Acura)는 일본의 자동차 기업인 혼다 기연 공업의 자사 프리미엄 세단 브랜드이다. 렉서스와는 달리 대한민국 시장에는 브랜드명으로 진출하지 않았다. 일례로 어큐라 RLX는 혼다 레전드로 판매된다.

## 차종

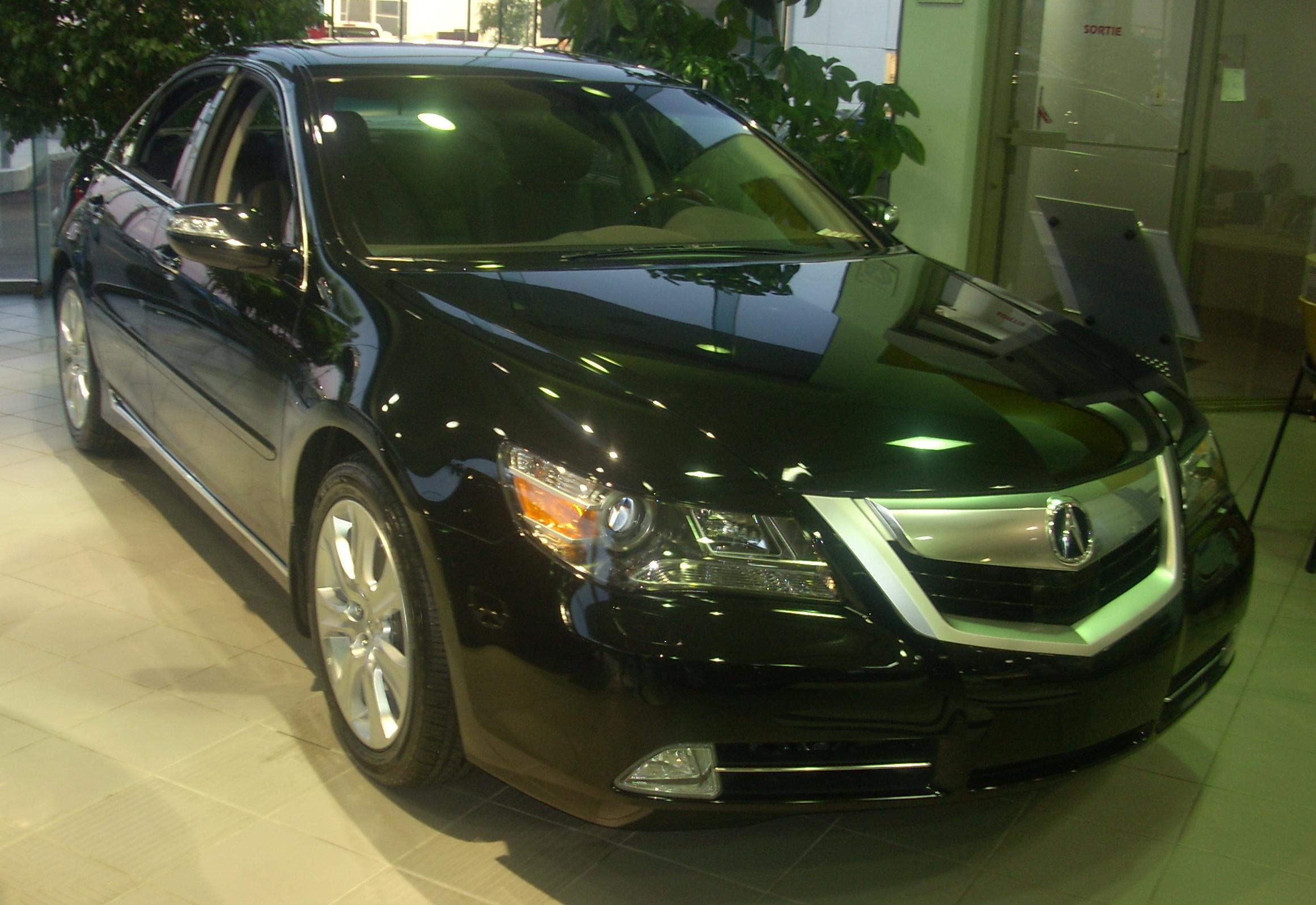
어큐라 RL

- ILX
- TLX
- MDX
- RDX
- CDX
- NSX
- TL (단종)
- TSX (단종)
- ZDX (단종)
- RLX (단종)

## 같이 보기
- 혼다 자동차
- 렉서스
- 인피니티